# Ethnie

Groupes ethnolinguistiques de l'Afghanistan (CIA, 1997).

Une ethnie ou un groupe ethnique est une population humaine ayant en commun tout ou partie d'une origine ou d'une ascendance, d'une histoire, d'une mythologie, d'une culture, d'une langue ou d'un dialecte, d'un mode de vie, etc. L'appartenance à une ethnie ou ethnicité est ainsi liée à un patrimoine culturel commun, que ce soit la tradition, les coutumes, le rôle social, l'origine géographique, l'idéologie, la philosophie, la religion, la cuisine, l'habillement, la musique, etc. Revendiquée par la population concernée elle-même, cette appartenance est alors une définition endogène ; émise par des personnes extérieures à cette population, c'est alors une définition exogène. Les deux définitions peuvent se recouper partiellement ou entièrement (cas de nombreux « peuples autochtones »).
Les plus grands groupes ethniques actuels peuvent comprendre plusieurs centaines de millions de personnes (Hans, Arabes, Russes, Bengalis, Latino-Américains…) et être présents dans plusieurs pays, alors que les plus petits peuvent être limités à quelques centaines, voire dizaines d'individus, et de nombreux pays abritent des groupes ethniques différents. Les plus grandes ethnies ont tendance à former des sous-groupes (historiquement nommés « tribus »), qui avec le temps peuvent à leur tour se séparer en groupes ethniques distincts à travers l'ethnogenèse, mais ce processus serait culturel et ne serait pas naturel (comme l'affirme la sociobiologie,). Les ethnies issues d'un même groupe initial continuent à parler des langues apparentées et sont groupées en tant que « phylum ethno-linguistique » (Bantous, Latins, Germains, Slaves, peuples iraniens, peuples turcs, Austronésiens…). Le processus inverse, par lequel deux ou plusieurs groupes ethniques s'influencent mutuellement (métissage, syncrétisme, melting pot…) ou bien dissymétriquement (acculturation, assimilation, intégration…) existe aussi,,.
Toujours discutée en raison des critères de définition qui varient selon les auteurs, les législations et les pays, la notion n'est pas définie clairement, mais est néanmoins largement utilisée (classifications officielles des individus aux droits différenciés, motivations de revendications…).

## Étymologie
« Ethnie » est un terme apparu en 1787 ou 1896 dans la langue française. Il fut employé par l'anthropologue Georges Vacher de Lapouge.
Il dérive de l'un des quatre termes qui, en grec ancien, servaient à désigner les groupes humains : γένος / genos signifiant « famille, clan, tribu », λαός / laos signifiant « peuple assemblé, foule », δῆμος / dêmos signifiant « peuple du lieu, citoyens » et ἔθνος / éthnos signifiant « gens de même origine ».

## Définitions
Une ethnie tend à être définie par deux attributs principaux : un mythe d'origine et des « marqueurs de frontières ethniques », par exemple linguistiques (isoglosse), culturels (même culte, mêmes coutumes), territoriaux (aire de présence du groupe) et beaucoup d'autres traits caractéristiques tels que l’apparence physique, des styles architecturaux ou vestimentaires, des traditions artistiques comme les ornements personnels, la culture culinaire, les mythes, contes, chants et musiques, l'utilisation de certaines technologies, des activités économiques spécifiques ou un mode de vie général.
Selon certains anthropologues comme James Peoples et Garrick Bailey, tous les individus sans exception ont une identité ethno-culturelle qui fait partie des cinq identités de la personne (les quatre autres étant physico-chimique par son corps, organo-biologique par son appartenance au vivant et à l'espèce Homo sapiens, socio-psychologique par sa personnalité et juridique par le statut qui lui est officiellement reconnu),,. Une même personne peut avoir plusieurs identités ethniques. Les ethnologues russes Lev Goumilev (1990), Aleksandr Kouznetsov (1989) et Pavel Belkov (1993) partagent également cette analyse. Pour d'autres spécialistes des sciences sociales, comme les anthropologues Fredrik Barth et Eric Wolf, aucune identité ethnique n'est « naturelle », ni innée, ni identique chez tous les individus qui la partagent : ils la considèrent comme le produit, dans chaque personnalité, d'interactions spécifiques entre cultures différentes, venues d'horizons différents. Selon Max Weber, l'appartenance à une ethnie, ou « ethnicité », est d'abord un sentiment : celui de partager une ascendance commune, que ce soit à cause de la langue, des coutumes, des valeurs, des ressemblances physiques ou de l'histoire (plus ou moins vécue et objective ou bien imaginée et mythologique).

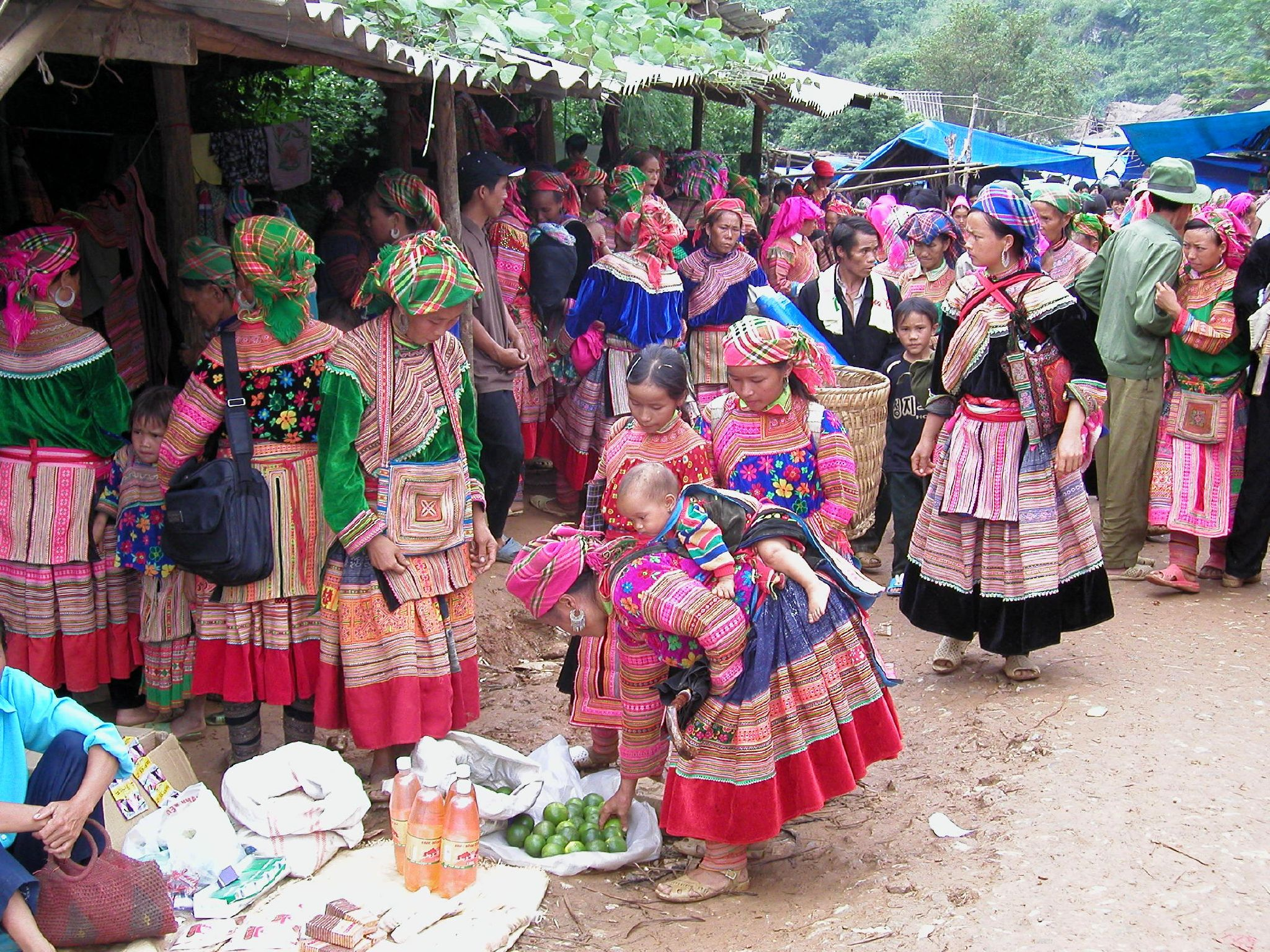
Femmes « Hmong fleuris » au Viêt Nam en 2004.

L'« ethnicité » est d'usage plus récent, lié à l'évolution du concept d'ethnie. Cette évolution résulte d'une nouvelle approche du concept d'ethnie qui jusque-là était appréhendé comme une réalité objective, sans prendre en compte sa subjectivité. La dimension objective a conduit surtout les anthropologues et les historiens à l'analyser en tant que groupe à travers des critères objectifs tels que la langue, l'histoire commune, le lien d'ascendance et de descendance... C'est l'approche notamment de Paul Mercier. En revanche, la dimension subjective résulte des analyses surtout des sociologues, politologues et psychologues qui saisissent le concept d'ethnie sous l'angle d'identité comme construction sociale, voire politique.
C'est de cette approche subjective que le concept d'« ethnicité » est né, pour saisir les interactions qui aboutissent au sentiment d'appartenance au sein de groupe. C'est l'approche de Max Weber et Guy Aundu Matsanza. Ce dernier considère l'« ethnicité » non seulement comme une construction sociale, mais aussi comme un moyen d'instrumentaliser les luttes sociales et politiques. Cette approche subjective de l'ethnie a permis l'émergence du concept d'« ethnicité » lequel a généré à son tour les notions d'« ethnocentrisme » (parfois synonyme de communautarisme), d'« ethnocide » et d'« ethnisme »…).
L'ethnie est un concept important de l'ethnologie, mais l'approche subjective et les nombreuses instrumentalisations philosophiques et politiques l'ont historiquement rendu imprécis et malléable, au point que sa pertinence même a pu être remise en question ; deux exemples suffiront à illustrer les difficultés d'utilisation :
- selon Marcel Courthiade[23], la notion de Roms dont l'URI souhaite faire une nation (plus exactement une nation sans territoire compact) se heurte à la multiplicité des identités traditionnelles des groupes appelés tsiganes/gitans/manouches/bohémiens/gypsies/romanichels et autres noms, qui n’ont ni langue commune[note 1], ni religion commune – puisqu’ils partagent généralement celles des populations environnantes. Bien entendu, les occupations de ces divers groupes étaient et sont aussi diverses que celles des populations non-roms côtoyées. Selon le député Rom roumain Nicolae Păun, pour que l’identité "Rom" soit prise en compte, il faut avoir ou créer des difficultés sociales, car si on a un emploi, un domicile fixe et des diplômes, on n’est plus comptabilisé comme "rom" dans les statistiques, ce qui selon lui est une nouvelle façon “douce” de nier, de détruire un patrimoine et une identité[note 2] ;
- à l’inverse, selon Jean-Pierre Chrétien, certaines « ethnies » tels les Hutus et les Tutsis habitant la région des Grands Lacs africains ont tout en commun et « ne se distinguent ni par la langue, ni par la culture, ni par l’histoire, ni par l’espace géographique occupé[26] » : en Europe, on parlerait plutôt de classes sociales, anciens agriculteurs d'un côté, anciens éleveurs de l'autre.

## Essentialisme et culturalisme
Des anthropologues comme Daniel Patrick Moynihan considèrent les identités ethniques comme immuables et universelles, la conscience ethnique étant une forme d'identité qui serait éternellement et partout latente. Moynihan présente comme une évidence le fait que l'appartenance ethnique est un caractère acquis à la naissance,. Le modèle non essentialiste présente l'inverse des revendications primordialistes. L'approche culturaliste considère que l'identité ethnique est acquise par l'éducation et qu'un enfant adopté, quelles que soient les origines de ses parents biologiques, acquiert toujours la culture de sa famille adoptive, sauf si des relations conflictuelles ou la curiosité pour ses origines le poussent à changer d'identité culturelle. En Afrique noire le brassage des ethnies a une importance capitale contre les guerres tribales et les confrontations sanglantes lors des élections présidentielles. Les Malinké se marient au Moba, les Ashanti se marient au Fin, même au sein d'un même pays les ethnies sont interdépendants vis-à-vis du mariage traditionnel entre différents peuples. Des enfants sont nés de père et de mère qui sont de même ethnies mais d'autres sont nés de père et de mère qui sont de différents ethnies.

## Histoire du concept
Selon Jean-Loup Amselle, si aux XVIe et XVIIe siècles, le terme « nation » équivalait en français à celui de « tribu », en revanche dans leur usage moderne, les termes d'« ethnie » et de « tribu » font plus spécifiquement référence aux différentes communautés linguistiques et culturelles d'Afrique, d'Océanie ou encore aux peuples que les Occidentaux ont regroupés sous le terme générique d'« Indiens d'Amérique ».
Si le mot « ethnie » (de même que celui de « tribu ») a acquis un usage massif en langue française depuis le XIXe siècle, au détriment d'autres termes comme « nation » c'est sans doute qu'il agissait de classer ces sociétés à part, en leur déniant la cohésion d'une nation. Durant la période coloniale, il convenait ainsi de définir les sociétés amérindiennes, africaines, océaniennes et certaines sociétés asiatiques, voire balkaniques, comme « autres » et « différentes », en les présentant comme des sociétés situées hors de « la » civilisation, le mot « civilisation » ne désignant que l'aire culturelle de « l'Occident chrétien »,.
La notion d'« ethnie » a longtemps été le pendant sociologique de la notion de « race ». Alfred Rosenberg, idéologue du parti nazi définit, dans ses livres tels Le Mythe du vingtième siècle, l'« ethnicité » (en allemand Volkstum) comme un « organisme » quasi-biologique, « produit par la sélection naturelle » parmi les humains, ce qui ne correspond à aucune réalité génétique, biologique, historique, linguistique ou sociologique, mais a servi à définir, dans la doctrine nazie, des « peuples supérieurs » (auxquels cette supériorité proclamée conférait le « droit » d'agrandir leur « espace vital » au détriment d'autres peuples) et des « peuples inférieurs » (dont le statut ainsi arbitrairement défini « légitimait » l'asservissement et/ou l'extermination).
En sociologie contemporaine, des variations de sens entre « race » et « ethnie » (dans leur acception constructiviste et non essentialiste) ont été proposées, mais le vocabulaire n'est pas stabilisé. Certains ont proposé que la première reflète une catégorisation sociale basée sur des critères biologiques et phénotypiques (par exemple, la couleur de la peau), tandis que l'autre est une catégorisation basée sur des aspects culturels ;  alternativement, d'autres ont opposé la classification imposée (assignation raciale) à l'auto-identification (revendication ethnique) ; le caractère péjoratif de l'un et mélioratif de l'autre ; la hiérarchisation (lien avec des rapports de domination) et l'horizontalité. Plusieurs auteurs considèrent le terme « ethnie » comme un simple euphémisme,. 
Comme pour la « race », l'utilisation de la notion d'« ethnie » pose un problème, parce que toute classification d'une population selon des clivages ethniques relève de critères nécessairement arbitraires : que faut-il retenir ? Uniquement la langue ? Une histoire commune ? Des origines communes (lesquelles) ? La religion ? De simples traditions, coutumes ? Tout cela à la fois ? Doit-on se référer au droit du sang ou au droit du sol ? Selon les critères choisis, l'« ethnie » ne sera pas la même…
L'usage colonial du terme « ethnie » n'est plus aujourd'hui réservé aux communautés linguistiques et culturelles africaines, océaniennes ou amérindiennes. Il peut désigner des communautés linguistiques, religieuses ou historiques et est souvent récupéré par les principaux concernés pour désigner leur propre communauté.
Les détracteurs de Jean-Loup Amselle nient l'utilisation par les anthropologues modernes de la définition coloniale du terme « ethnie ».
En Russie, au lendemain de l'effondrement de l'URSS, selon Elena Filippova la théorie de l'ethnos, avant tout liée au nom de Yulian Bromley, est soumise à de nombreuses critiques sous l'autorité de l'historien et américaniste Valeri Tichkov, son successeur au poste de directeur de l'Institut d'ethnographie devenu en 1989 Institut d'ethnologie et d'anthropologie. L'école russe d'ethnologie, avec des auteurs comme Belkov (1993), Kouznetsov (1989), Kolpakov (1995), Rybakov (1998), remet en question la définition classique :

« […] une communauté humaine stable, intergénérationnelle, historiquement constituée sur un territoire donné, possédant en commun des traits culturels (y compris la langue) et psychiques singuliers, mais aussi consciente de son unité et de sa différence par rapport à d'autres entités équivalentes (une conscience de soi figée dans un ethnonyme)" (1983:58) »

## Vocabulaire associé
Certains mots ou néologismes sont directement hérités ou inspirés de la signification que revêt « ethnie » dans le vocabulaire des sciences sociales. En voici quelques-uns parmi les plus fréquemment rencontrés :
L’ethnogenèse est l’ensemble des faits et des idées qui concourent à la formation d'un peuple, en tant qu'ensemble d'individus partageant le sentiment d'une identité commune.
L’ethnohistoire est l’histoire d'une ethnie, en tant qu'elle construit sa propre identité dans la longue durée.
L’adjectif « ethnique » est parfois employé dans le sens de « relatif à des peuples ou cultures exotiques », il est considéré comme un mot porteur en marketing (marketing ethnique). Les campagnes y font donc volontiers référence de façon directe ou indirecte. Ce sens du mot « ethnique » est un anglicisme.
L’ethnisme est l’ensemble de liens qui réunissent des groupes de personnes ayant un patrimoine socioculturel commun, particulièrement la langue. Il a servi pour établir une catégorisation, sur la base de particularités sociales et au prétexte de différences d'origines raciales ou géographiques. Ce terme a été utilisé dans cette acception à propos de la Côte d'Ivoire, l’ethnisme de l’« ivoirité », et à propos du Rwanda et du Burundi (lire à ce sujet Le Défi de l’ethnisme de l’historien Jean-Pierre Chrétien qui rassemble des conférences qu'il a faites à partir de 1990).

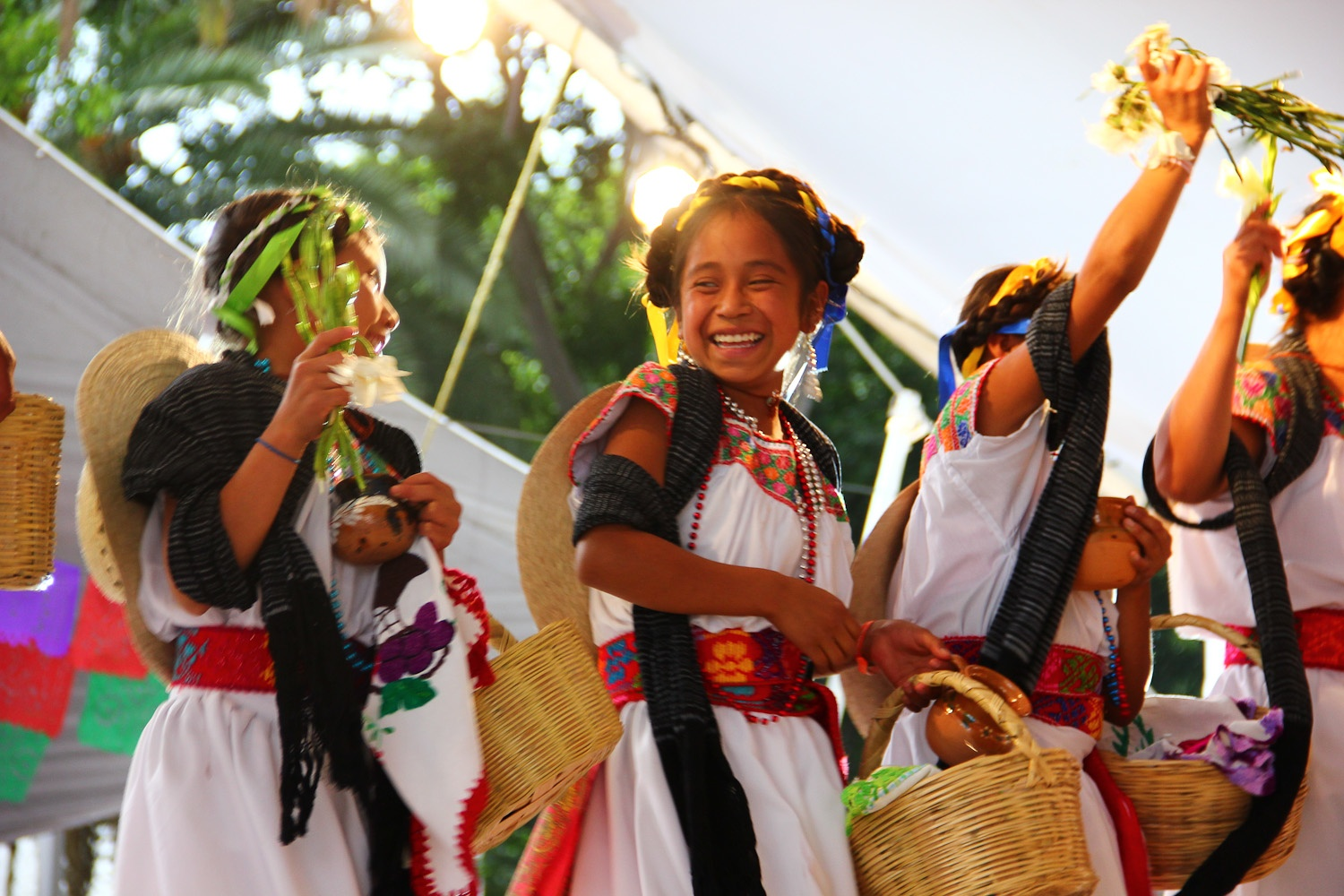
Enfants nahuas au Mexique.

Le multiethnisme est le principe d’un pays, d’une société, d’une famille ou d’une personne qui assume la pluralité de ses composantes culturelles et de ses origines nationales ou ethniques.
L’ethnolinguistique est une discipline des sciences humaines qui se penche sur la variabilité linguistique à travers les différentes sociétés humaines et qui voisine dès lors avec la sociolinguistique et la dialectologie.
Les processus d’intégration inter-ethnique ont des dénominations différentes selon les pays, melting pot aux États-Unis, salad bowl (en) au Canada, mizzoug galouyot (intégration des seuls immigrés juifs) en Israël. Il n'y a pas d'unanimité quant au qualificatif désignant la pluralité ethnique : pluriethnique, multiethnique, polyethnique, voire multiculturel.
La « novethnie » (terme forgé par Andreï Amalrik d'après la « novlangue » imaginée par George Orwell dans son roman 1984) est une politique culturelle de l'ex-Union soviétique et de l'ex-Yougoslavie communiste, puis des nouveaux pays qui en sont issus, qui crée des différences dans le but d'imaginer, promouvoir et développer une nouvelle conscience ethnique locale différente des précédentes qui étaient plus larges, afin de construire une identité nationale propre à chacun de ces états ; pour ce faire, les particularismes locaux, leurs racines historiques et tous les traits séparant la communauté locale de ses voisins sont mis en valeur, tandis que les aspects culturels, linguistiques et historiques qui l'en rapprochent sont minimisés, relativisés, voire niés : c'est ainsi que parmi les Moldaves, ceux dont le pays a été soviétique sont définis comme une « ethnie différente » de ceux dont le territoire est devenu roumain et que l'on ne parle plus de langue serbo-croate mais de « diasystème BCMS » (pour Bosnien, Croate, Monténégrin et Serbe).

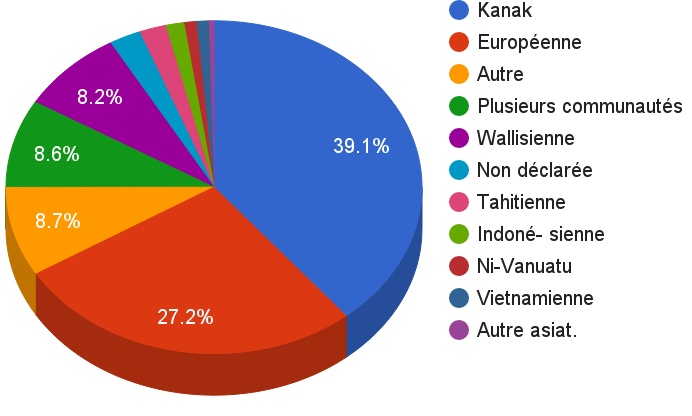
Le poids démographique des ethnies de Nouvelle-Calédonie, territoire français où les statistiques ethniques sont légales.

L'ethnocentrisme est un ensemble de pratiques sociales et politiques qui crée des différences dans le but de favoriser, au sein d'un même pays, un groupe culturel dit « de souche », en marquant l'infériorité d'autres groupes culturels parmi les citoyens de ce pays. C'est le cas des Pygmées en Afrique, des Roms en Europe, des Arabes israéliens ou des personnes récemment intégrées (depuis moins d'un demi-siècle) en Belgique, France ou Suisse. L'ethnocentrisme a motivé, dans l'entre-deux-guerres, la pratique du numerus clausus sur critère d'appartenance ethnique (raciale ou religieuse) dans plusieurs des États-Unis et des pays d'Europe. Ses formes les plus extrêmes ont été, historiquement, le nazisme, l'apartheid et la ségrégation raciale.
L'ethnotype est une classification morale et physique des individus fondée sur le préjugé qui peut être utilisée à des fins valorisantes ou discriminantes.
L'ethnocide est un ensemble des pratiques qui conduisent à la disparition non physique, mais culturelle d'une ethnie. C'est une forme d'assimilation forcée qui se différencie ainsi du génocide, n'use généralement pas (ou plus) de violence armée et n'est pas juridiquement définie : à titre d'exemple parmi beaucoup d'autres, le gouvernement indonésien interdit l'animisme et le nomadisme, oblige les populations concernées à adopter l'une des religions officielles du pays, à se sédentariser et à n'utiliser, dans la sphère publique, que la langue officielle de l'état et de l'enseignement : le bahasa indonesia.

## Statut légal

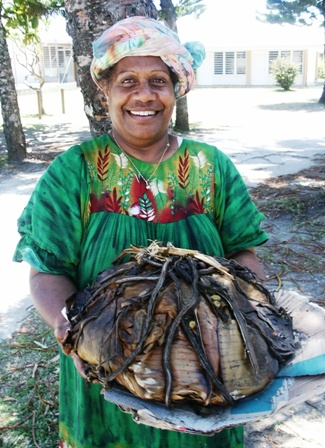
Une femme kanak de Nouvelle-Calédonie.

La problématique en matière de groupes ethniques concerne essentiellement la définition légale d'un groupe ethnique et, ipso facto, le repérage par dénombrement des populations correspondantes.
Certains pays recensent leur population suivant des critères ethniques ou nationaux, d'autres non :

### Sans statut légal
Depuis la Révolution française, il n'y a en France métropolitaine qu'un seul peuple et les statistiques ethniques n'y sont pas autorisées (en revanche, elles le sont en Nouvelle-Calédonie). Dans l'état civil français, l'origine ethnique n'est pas indiquée et n'a pas d’existence juridique.
De plus, la Grèce et la Turquie ne prennent pas en compte les origines et cultures de leurs citoyens, à une exception près : les dispositions du Traité de Lausanne qui imposent de décompter comme « grec » tout citoyen turc de confession orthodoxe et comme « turc » tout citoyen grec de confession musulmane. Musulmans aussi, les Kurdes de Turquie ne sont pas décomptés à part des Turcs.

### Statut légal déclaratif
Divers pays permettent à chaque citoyen de déclarer une appartenance ethnique au sens anthropologique, sans que cela implique des différences de droit : c'est le cas de l'Espagne, de l'Italie, de l'Allemagne, de l'Autriche, de la Pologne ou de la Hongrie.

### Statut à partis politiques ethniques
D'autres pays permettent à des groupes de citoyens de constituer légalement des représentations politiques non-territoriales par communautés : c'est le cas du Liban, de Chypre avant la partition, d'Israël et plusieurs pays d'Europe Centrale et Orientale.

### Statut à entités territoriales
La Belgique avec ses communautés et ses régions linguistiques, l'Australie avec ses réserves aborigènes, le Brésil, le Canada et les États-Unis avec leurs « réserves autochtones » ainsi que la Chine et la Russie avec leurs entités ethniques autonomes (« sujets », « régions », « arrondissements »...) offrent des exemples d'organisation territoriale des communautés ethniques.

### Autres cas
L'ethnie peut aussi être l'objet d'une « discrimination positive » (du moins officiellement) et de mesures d'affirmative action comme le font les États-Unis pour leurs minorités raciales, l'Inde pour la caste des intouchables, l'Indonésie pour les suku bangsa ou l'Afrique du Sud par les dispositifs BEE et B-BEE. Au contraire, au Burundi et au Rwanda, l'ethnie supposée (car Hutus et Tutsis parlent la même langue et pratiquent les mêmes cultes) a été un moyen pour procéder une catégorisation de sa population, mise en place par l'administration coloniale belge, et maintenue jusqu'au génocide de 1994. La nouvelle constitution de 2003 abandonne toute référence aux ethnies Hutu, Tutsi et Twa, réprime toute discrimination basée sur l'ethnie (art. 11) et interdit aux formations politiques de se réclamer d'une ethnie ou d'un clan particulier (art. 54).
En ce qui concerne l'Inde, un débat divise sociologues et orientalistes spécialistes de l'Inde à propos de l'applicabilité du concept de « groupe ethnique » aux castes. Certains ont développé la thèse d'une origine ethnique des diverses castes, qui auraient initialement été des groupes ethniques stratifiés par la domination politique de certains, qui se seraient érigés en castes supérieures, mais cette thèse est très controversée,,,, tout comme la thèse inverse qui affirme qu'une caste peut se transformer en groupe ethnique en quittant le sous-continent indien (cas possible des Roms,).
En Indonésie, le terme suku bangsa, qui signifie littéralement « partie de la nation », désigne un groupe selon le droit du sang, dont les membres possèdent en commun notamment une langue, ou un groupe de langues proches, des coutumes et un territoire. Parmi les groupes les plus connus, on peut citer les Balinais, les Batak du Nord de Sumatra, les Javanais, les Malais. Tous sont citoyens indonésiens selon le droit du sol, mais leur appartenance à un suku bangsa déclaré est prise en compte dans les statistiques.